# I Bet on Sky
Albums de Dinosaur Jr.
Farm
(2009) Give a Glimpse of What Yer Not
(2016)
Singles
1. Watch the Corners
Sortie : 2012
2. Pierce the Morning Rain
Sortie : 2012
3. Don't Pretend You Didn't Know
Sortie : 2012

I Bet on Sky est le dixième album studio du groupe américain Dinosaur Jr., sorti en septembre 2012.

## L’album
Enregistré au studio Bisquiteen à Amherst, dans le Massachusetts, I Bet on Sky est publié le 18 septembre 2012 sur le label Jagjaguwar (PIAS en Europe),.
Il obtient un bon accueil critique, avec un score moyen de 75/100, sur la base de 33 critiques collectées, sur le site agrégateur de critiques Metacritic. Le magazine Spin le classe à la 29e position de son top 50 de l'année 2012.

## Liste des titres

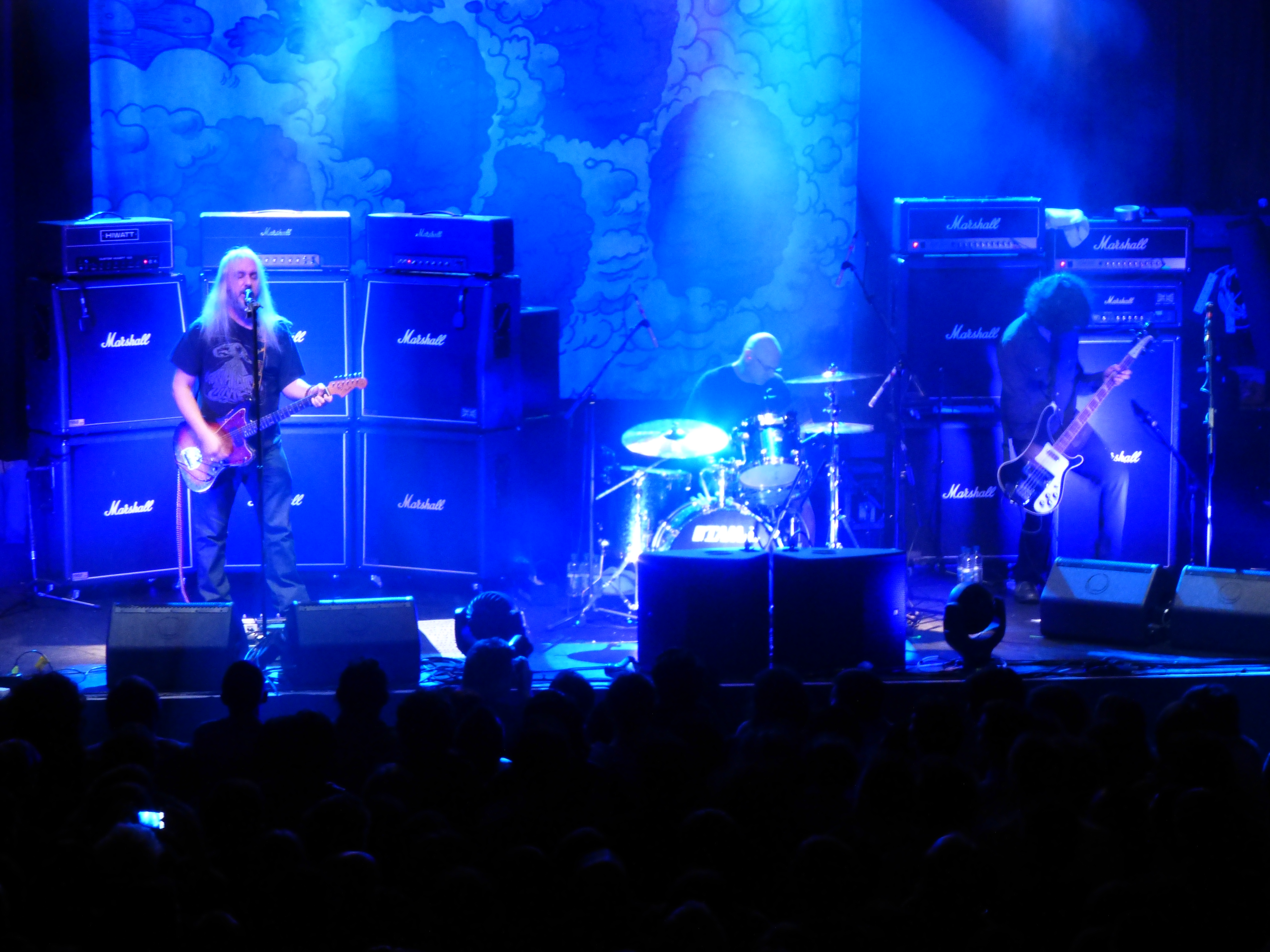
Dinosaur Jr. en concert lors de la tournée I Bet on Sky, au Ritz de Manchester, février 2013

Toutes les chansons sont de J Mascis, sauf Rude et Recognition qui sont de Lou Barlow.
| No  | Titre                         | Durée |
| --- | ----------------------------- | ----- |
| 1.  | Don't Pretend You Didn't Know | 5:31  |
| 2.  | Watch the Corners             | 4:59  |
| 3.  | Almost Fare                   | 4:50  |
| 4.  | Stick a Toe In                | 5:20  |
| 5.  | Rude                          | 2:50  |
| 6.  | I Know It Oh So Well          | 4:41  |
| 7.  | Pierce the Morning Rain       | 2:45  |
| 8.  | What Was That                 | 5:27  |
| 9.  | Recognition                   | 3:51  |
| 10. | See It on Your Side           | 6:39  |

La version japonaise contient un titre supllémentaire :
| No  | Titre       | Durée |
| --- | ----------- | ----- |
| 13. | Black Betty | 2:39  |

## Interprètes
- J Mascis - guitare électrique, chant, claviers
- Lou Barlow - basse, chant
- Murph - batterie

## Équipe de production
- J Mascis - Producteur
- Justin Pizzoferrato – Ingénieur du son
- John Agnello - Ingénieur du son, mixage audio
- Greg Calbi – Mastering

## Vidéos promotionnelles
- 2012 : Watch the Corners
- 2013 : Pierce the Morning Rain